# 科諾爾芬根

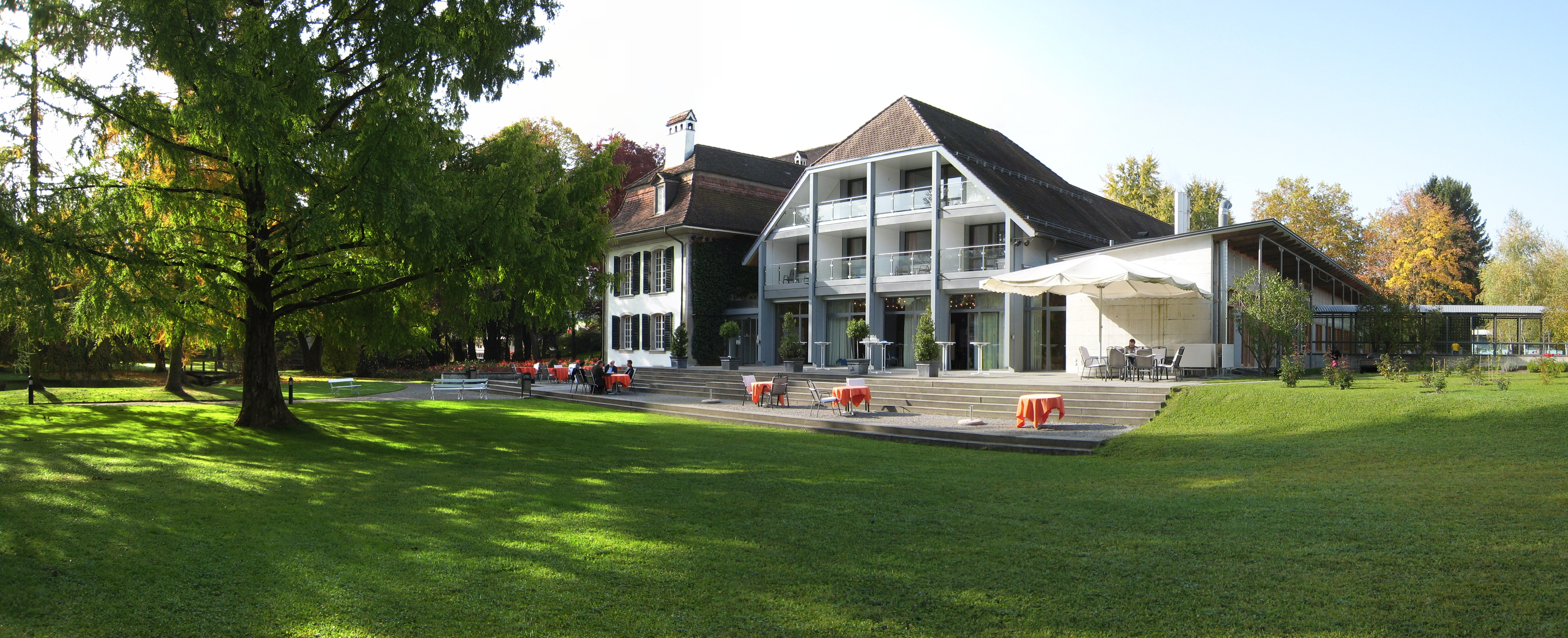

科諾爾芬根是瑞士的城鎮，位於該國中西部，由伯恩州負責管轄，面積12.79平方公里，海拔高度658米，2011年人口4,792，七成半人口信奉基督教，人口密度每平方公里375人。